# Hoành Thôn (trấn)
Hoành Thôn (tiếng Trung: 宏村镇; bính âm: Hongcunzhèn, âm Hán Việt: Hoành Thôn trấn) là một thị trấn danh lam thắng cảnh lịch sử thuộc huyện Y, nằm ở phía bắc của tỉnh An Huy, nước Cộng hòa nhân dân Trung Hoa.

## Hành chính
Hoành Thôn được chia thành 13 đơn vị hành chính cấp thôn. Toàn bộ các đơn vị này đều là thôn.
- Thôn: Hoành Thôn (宏村村), Tế Thôn (际村村), Trĩ Sơn (雉山村), Tinh Quang (星光村), Tháp Xuyên (塔川村), Đại Đồng (大同村), Long Giang (龙江村), Thang Thuộc (汤属村), Kim Gia Lĩnh (金家岭村), Bình Sơn (屏山村), Cổ Khê (古溪村), Chu Thôn (朱村村), Tứ Khê (泗溪村)